# Episodi di Non ho mai... (prima stagione)
La prima stagione della serie televisiva Non ho mai..., composta da 10 episodi, è stata interamente pubblicata a livello internazionale il 27 aprile 2020, sul servizio video on demand Netflix.
| nº | Titolo originale                        | Titolo italiano                                      | Pubblicazione  |
| -- | --------------------------------------- | ---------------------------------------------------- | -------------- |
| 1  | Pilot                                   | Episodio pilota                                      | 27 aprile 2020 |
| 2  | ... had sex with Paxton Hall-Yoshida    | Non ho mai fatto sesso con Paxton Hall-Yoshida       | 27 aprile 2020 |
| 3  | ... gotten drunk with the popular kids  | Non mi sono mai ubriacata con i ragazzi più popolari | 27 aprile 2020 |
| 4  | ... felt super Indian                   | Non mi sono mai sentita troppo indiana               | 27 aprile 2020 |
| 5  | ... started a nuclear war               | Non ho mai fatto scoppiare una guerra nucleare       | 27 aprile 2020 |
| 6  | ... been the loneliest boy in the world | Non mi sono mai sentito il più solo al mondo         | 27 aprile 2020 |
| 7  | ... been a big, fat liar                | Non ho mai detto grandi bugie                        | 27 aprile 2020 |
| 8  | ... pissed off everyone I know          | Non ho mai fatto arrabbiare tutti quelli che conosco | 27 aprile 2020 |
| 9  | ... had to be on my best behavior       | Non ho mai dovuto controllare il mio comportamento   | 27 aprile 2020 |
| 10 | ... said I'm sorry                      | Non ho mai detto mi dispiace                         | 27 aprile 2020 |